# Neottianthe fujisanensis
Neottianthe fujisanensis là một loài thực vật có hoa trong họ Lan. Loài này được (Sugim.) Maek. mô tả khoa học đầu tiên năm 1971.